# Nancy Greene
Nancy Catherine Greene Raine, née le 11 mai 1943 à Ottawa, est une skieuse alpine et femme politique canadienne. Championne olympique du slalom géant aux Jeux de Grenoble 1968, elle remporte les deux premières éditions de la Coupe du monde de ski alpin, en 1967 et en 1968 

## Biographie
Sa famille déménage dans la région montagneuse de Rossland en Colombie-Britannique alors qu'elle est âgée de 3 ans. Fille de parents férus de ski, elle est très vite initiée à ce sport. Avec son attitude et son style de ski agressif, elle hérite du surnom de « Tiger ».
En 1967, elle explose sur la scène internationale et remporte la première édition de la coupe du monde de ski. En 1968, elle confirme son succès : elle gagne une deuxième coupe du monde ainsi que la médaille d'or en géant et la médaille d'argent en slalom aux Jeux olympiques à Grenoble. Elle est la skieuse canadienne ayant remporté le plus grand nombre de victoires en coupe du monde tous sexes confondus.
Elle a été élue l'athlète féminin du XXe siècle au Canada et son nom est maintenant associé à un programme de développement de la course chez les jeunes skieurs.
Nancy Greene et son mari Al Raine ont été parmi les promoteurs du domaine skiable de Whistler Blackcomb près de Whistler (Colombie-Britannique). Le 2 février 2009, elle a été nommée au Sénat du Canada par le premier ministre Stephen Harper, représentant la Colombie-Britannique.

## Palmarès

### Jeux olympiques
| Épreuve / Édition    | Descente | Géant | Slalom |
| JO 1960 Squaw Valley | 22e      | 26e   | 31e    |
| JO 1964 Innsbruck    | 7e       | 16e   | 15e    |
| JO 1968 Grenoble     | 10e      | Or    | Argent |

### Championnats du monde
| Épreuve / Édition      | Descente | Géant | Slalom | Combiné |
| JO 1960 Squaw Valley   | 22e      | 26e   | 31e    | 15e     |
| Mondiaux 1962 Chamonix | 5e       | 18e   | 29e    | 18e     |
| JO 1964 Innsbruck      | 7e       | 16e   | 15e    | 8e      |
| Mondiaux 1966 Portillo | Abandon  | 4e    | 7e     | —       |
| JO 1968 Grenoble       | 10e      | Or    | Argent | Or      |

### Coupe du monde
- Vainqueur du classement général en 1967 et 1968
  - Vainqueur de la coupe du monde de géant en 1967 et 1968
  - 13 victoires : 3 descentes, 7 géants et 3 slaloms
  - 18 podiums

#### Saison par saison
- Coupe du monde 1967 :
  - Classement général : 1re
    - Vainqueur de la coupe du monde de géant
    - 1 victoire en descente : Grindelwald
    - 4 victoires en géant : Oberstaufen, Grindelwald, Vail et Jackson Hole
    - 2 victoires en slalom : Oberstaufen et Jackson Hole
- Coupe du monde 1968 :
  - Classement général : 1re
    - Vainqueur de la coupe du monde de géant
    - 2 victoires en descente : Chamonix (Arlberg-Kandahar) et Aspen
    - 3 victoires en géant : Grenoble (Jeux olympiques), Aspen et Rossland
    - 1 victoire en slalom : Aspen

### Arlberg-Kandahar
- Vainqueur du Kandahar 1968 à Chamonix
  - Vainqueur de la descente 1968 à Chamonix
  - Vainqueur du slalom 1968 à Chamonix